# Риссо, Антуан
Антуан Риссо (фр. Antoine Risso, 8 апреля 1777 — 25 августа 1845) — французский натуралист.

## Биография
Родился 8 апреля 1777 года в Ницце (в то время — в королевстве Сардиния).
Риссо очень рано увлёкся естествознанием. Он посещал лекции Джованни-Баттисты Бальбиса (1765–1831) и в двенадцать лет стал учеником аптекаря. В возрасте 15 лет стал учеником в лаборатории фармацевтической химии отца и сына Шартров, где проработал 7 лет. Получил от Шартра свидетельство о стажировке, в котором было отмечено его мастерство, трудолюбие и честность — это свидетельство будет использовано для сдачи фармацевтического экзамена 4 ноября 1802 года.
Затем он работал в больнице Ниццы, потом преподавал ботанику в императорском лицее (ныне — лицей Массена). Он также занимался ботаническим садом города.
В 1810 году он опубликовал исследование «Ихтиология Ниццы», расширенное в 1826 году в «Естественную историю Южной Европы». Им было открыто около пятидесяти видов, которым попытался дать имена известных людей Ниццы.
Риссо описал 595 видов и родов морских животных. В честь Риссо названы вид из рода серых дельфинов Grampus род морских улиток Rissoa и род брюхоногих моллюсков Rissoella.
Был членом большого числа международных научных обществ: Парижа, Турина, Лондона, Базеля, Филадельфии.
Умер 25 августа 1845 года в Ницце. Похоронен на кладбище Шато.